# Qinlingea brachystylata
Qinlingea brachystylata är en insektsart som först beskrevs av Liu, C. och Z. Wang 1998.  Qinlingea brachystylata ingår i släktet Qinlingea, och familjen vårtbitare. Inga underarter finns listade.